# 海莱提·尼亚孜
海莱提·尼亚孜（維吾爾語：غەيرەت نىياز‎，拉丁维文：Gheyret Niyaz，1950年代约1959年—），中国维吾尔族知识分子。
海莱提出生于新疆塔城，父亲是高级军官。他毕业于中央民族学院，用汉语写作，曾担任《新疆法制报》总编室主任、《法治纵横》杂志社副社长、《经济日报》社资深记者，他还是维吾尔在线网站的编辑和管理员。2009年7月5日，乌鲁木齐发生骚乱。海莱提随后在接受亚洲周刊专访时称，骚乱发生前，他就曾向当局提出预警，但未获采纳；事后他认为骚乱的组织者是南疆的宗教组织伊扎布特。他认为王乐泉的高压政策，将反分裂扩大化了。7月29日，海莱提在联合早报撰文指出，“新疆维吾尔民族的主体，基本上没有分裂意识，分裂意识从来就不是维吾尔社会的主流。”“中国政府对新疆维吾尔社会的分析判断是错误的，也是缺乏历史根据的。错误的分析判断，只能导致错误的政策。”他认为新疆民族矛盾日益激化，原因在于维吾尔族“在经济利益上享受不到资源优势带来的各种实惠，缺乏保障维吾尔民族经济利益的法律法规，使维吾尔民族游离于西部大开发的体制之外，维吾尔人群的生活质量，普遍低于最近60年移民过来的汉族人群”。2009年10月1日，海莱提遭拘捕。2010年7月，海莱提被乌鲁木齐中级人民法院以危害国家安全罪，判处有期徒刑15年。7月30日，部分中国知识分子发出题为“释放新疆记者 尊重言论自由”的联署公开信。